# Shuangfeng (köpinghuvudort i Kina, Heilongjiang Sheng, lat 46,97, long 127,75)
Shuangfeng (kinesiska: 双丰, 双丰镇) är en köpinghuvudort i Kina. Den ligger i provinsen Heilongjiang, i den nordöstra delen av landet, omkring 160 kilometer nordost om provinshuvudstaden Harbin. Antalet invånare är 49 248. Befolkningen består av 24 699 kvinnor och 24 549 män. Barn under 15 år utgör 13,0 %, vuxna 15-64 år 78 %, och äldre över 65 år 8,0 %.
Runt Shuangfeng är det ganska tätbefolkat, med 67 invånare per kvadratkilometer. Shuangfeng är det största samhället i trakten. Trakten runt Shuangfeng består till största delen av jordbruksmark.
Genomsnittlig årsnederbörd är 915 millimeter. Den regnigaste månaden är juli, med i genomsnitt 219 mm nederbörd, och den torraste är januari, med 9 mm nederbörd.